# Promises (Nero-Lied)
Promises ist ein Lied des Dubstep-Trios Nero, das erstmals am 5. August 2011 auf iTunes veröffentlicht wurde. Produzenten und Texter waren Nero selbst.
Skrillex produzierte gemeinsam mit Nero einen Remix des Lieds, große Bekanntheit erlangte der Song wegen der Verwendung in einem Werbespot für einen Laptop des Unternehmens HP. Bei YouTube hatte der Remix August 2012 über 13.500.000 Aufrufe.

## Text
Der Text handelt davon, wie sich ein Mann und eine Frau lieben, aber ihre Beziehung in Gefahr geraten könnte, wenn sie die Regeln und Versprechen der Gesellschaft in der sie leben (englisch Promises) brechen, indem sie sich gegen die Obrigkeit wehren („[…] Telling me that you’ll be sweet, and you’ll never want to leave my side, as long as I don’t break these… Promises, and they still feel all so wasted on myself […]“).

## Musikvideo
Das offizielle Musikvideo wurde erstmals am 7. Juli 2011 auf YouTube veröffentlicht. Dort hat es eine Länge von vier Minuten und sechzehn Sekunden. Das Video handelt von einer Zukunft, in der die Menschen gezwungen sind, Drogen zu nehmen. Wie auch im Lied redet das sich liebende Paar über seine Beziehung, welche auseinanderbrechen würde, würde sie sich gegen die Führung wehren. Sie entscheiden sich aber doch dazu, die Pillen auszuspucken, welche zu nehmen sie gezwungen waren. Das Paar küsst sich, woraufhin sie auseinandergerissen werden. Im August 2012 erhielt es dort über 15.700.000 Klicks. Die Regie führte Ben Newman.

## Kritiken
Der Song bekam überwiegend positive Kritik.
- Robert Copsey von Digital Spy meinte, dass Promises eine von Neros schärfsten und am meisten den Kopf verdrehenden Veröffentlichung wäre und vergab vier Sterne.[6]
- Ein Autor von Unreality Shout gab ein positives Review ab und vergab 5 Sterne.[7]
- Kerri Mason von Billboard reviewte den Remix von Skrillex und Nero und meinte, dass es aus dem Nichts heraus seltsam klinge, auf einer Tanzfläche oder ähnlichem aber pures Adrenalin wäre.[8]

## Kommerzieller Erfolg

### Chartplatzierungen
Die Single wurde im Vereinigten Königreich Neros erster Nummer-eins-Hit, indem man am 20. August 2011 auf der Spitzenposition einstieg. In der ersten Woche wurde die Single 46.700 Mal verkauft, die niedrigste Zahl seit über 21 Monaten. Insgesamt blieb der Titel elf Wochen in den Charts. In Deutschland konnte er in zwei Wochen zudem Platz 67, in der Schweiz Platz 34, in Österreich Platz 28 und in den Vereinigten Staaten Platz 70 erreichen. In Deutschland, Österreich, der Schweiz und den Vereinigten Staaten stieg das Lied jeweils erst 2012 in die Charts ein, nachdem es durch die HP-Werbung bekannt wurde.
| ChartsChartplatzierungen       | Höchstplatzierung | Wochen |
| ------------------------------ | ----------------- | ------ |
| Deutschland (GfK)              | 67 (2 Wo.)        | 2      |
| Österreich (Ö3)                | 28 (8 Wo.)        | 8      |
| Schweiz (IFPI)                 | 34 (4 Wo.)        | 4      |
| Vereinigte Staaten (Billboard) | 70 (10 Wo.)       | 10     |
| Vereinigtes Königreich (OCC)   | 1 (11 Wo.)        | 11     |

### Auszeichnungen für Musikverkäufe
| Land/Region                  | Auszeichnungen für Musikverkäufe (Land/Region, Auszeichnung, Verkäufe) | Verkäufe |
| ---------------------------- | ---------------------------------------------------------------------- | -------- |
| Australien (ARIA)            | Platin                                                                 | 70.000   |
| Vereinigte Staaten (RIAA)    | Gold                                                                   | 500.000  |
| Vereinigtes Königreich (BPI) | Gold                                                                   | 400.000  |
| Insgesamt                    | 2× Gold · 1× Platin ·                                                  | 970.000  |